# Cobria fuscostictica
Cobria fuscostictica är en skalbaggsart som beskrevs av Stefan von Breuning 1970. Cobria fuscostictica ingår i släktet Cobria och familjen långhorningar. Inga underarter finns listade i Catalogue of Life.